# 우키타 히데이에
우키타 히데이에(일본어: 宇喜多 秀家, 겐키 3년(1572년) ~ 메이레키 원년(1655년 12월 17일))는 아즈치모모야마 시대의 비젠 오카야마성 다이묘이다. 통칭은 비젠 재상(備前宰相)이다.

## 생애
1572년 57만 4천 석의 오카야마성에서 우키타 나오이에(宇喜多直家)의 차남으로 태어났다. 1581년에 나오이에가 병으로 죽자, 당시 우키타씨가 종속하고 있던 오다 노부나가의 뜻에 의해 이듬해인 1582년에 영지를 보장받고 가독(家督)을 물려받게 된다.

### 가독 상속
가독을 물려받은 뒤 노부나가의 명령으로 주고쿠 지방 원정을 맡고 있던 하시바 히데요시의 군에 편입되어 빗추 가마쓰성 공략을 돕게 된다. 다만 아직 소년이었던 탓에 숙부인 우키타 다다이에(宇喜多忠家)가 대신하여 부대를 지휘했다.
노부나가 사후에도 도요토미의 총애를 받아 유시(猶子)의 연을 맺고, 1586년에는 히데요시의 양녀 고히메(豪姫, 마에다 도시이에의 딸)를 정실로 맡는다. 어린 나이임에도 히데요시의 신임이 지극하여 도쿠가와 이에야스, 마에다 도시이에, 모리 데루모토, 고바야카와 다카카게등과 함께 고다이로에도 임명되었다.

### 임진왜란
1592년 임진왜란 때에는 젊은 나이에도 불구하고 총대장으로 참전하여 벽제관 전투에서 승리하는 등의 공을 세웠다. 그러나 행주대첩에서는 권율에 맞서 싸워 대패하였다. 더군다나 우키타 히데이에는 이 전투에서 중상을 입었으나 부하 병사들이 우키타 히데이에를 업고 도망쳐서 겨우 살아남았다. 《간양록》에는 임진왜란 때 히데이에가 능성(綾城)ㆍ화순(和順)을 치고 한양의 남별궁까지 들어온 일이 있으며, 사람을 죽이거나 물건을 약탈하는 일을 엄하게 금하면서도 조선 사람들을 많이 포로로 잡아갔고 또한 정유재란 때에는 실책이 많아서 휘하 군졸들의 신망을 잃었다고 적었다.

### 세키가하라 전투
세키가하라 전투에서는 히데요시의 양자인만큼, 도요토미 가문의 수호를 위하여 서군에 속하였으며, 전투초기 후쿠시마 마사노리 등을 격파하며, 전투를 유리하게 이끌었다. 그러나 이시다 미쓰나리의 실책으로 인해 서군 내부의 분위기가 상당히 나쁘게 돌아갔으며 결국 서군측에서 코바야카와 히데아키, 와키자카 야스하루 등 배신자들이 속출하고 기껏 도와주러 왔던 시마즈 요시히로도 이시다 미쓰나리와 반목하는 바람에 '전진철수'라는 어이없는 방법으로 도망쳐서 서군 자체가 와해되었고 그렇게 동군의 승리로 돌아갔다.

### 패전 이후
고바야카와 히데아키 등의 서군 내부 배신으로 급속히 전세가 기울면서 패배하였고, 패배 후 달아나 시마즈 요시히로의 영지에 숨는다. 그러나 시마즈 씨가 히데이에를 숨겨주고 있다는 소문이 돌아 요시히로의 아들인 다다쓰네에 의해 1603년에 이에야스에게 넘겨진다. 이후 다다쓰네와, 처남인 마에다 도시나가의 탄원으로 죽음을 면하고 구노산토죠구에 유폐되었다가 1606년에 하치조섬으로 유배된다. 하치조섬에서는 50년 동안 살았는데 처가인 마에다 씨 등의 원조를 받았을 뿐만 아니라, 높은 신분 출신에 맞는 대우를 받았다는 것이 정설이다. 그러나 풍랑으로 인해 하치조섬에 잠시 상륙한 후쿠시마 마사노리의 부하에게 술을 얻어마셨다는 일화나 하치조섬의 대관(代官)에게 주먹밥을 얻어 먹었다는 일화 등, 궁핍하게 살았다는 설도 있다. 사실 하치조섬은 일본 본토와 매우 멀리 이격된 섬이기 때문에 왕래가 상당히 어려우며 특히 풍랑이 생길 경우 완전히 고립되는 지역이다. 그 때문에 우키타 히데이에가 궁핍할 경우라면 식량이 다 떨어졌을 때 풍랑이 심할 경우 마에다 씨 측에서는 풍랑이 멈출 때까지 기다려야 했으므로 이 때 한정으로 궁핍할 수는 있다.
1655년 11월 20일에 83세로 죽었다.

### 후대의 평가
1614년에 도쿠가와 이에야스가 이후 도요토미 히데요리를 토벌하러 갔는데 일각에서는 그럼 우키타 히데이에가 도요토미 히데요리를 도와주러 가면 되는 거 아닌가라는 말을 하는 바람에 이게 우스갯소리가 되어 한동안 우키타 히데이에가 자기 주군인 도요토미 히데요리를 구하기 위해 하치조섬에서 오사카까지 헤엄쳐서 건너왔다는 말이 퍼졌다. 그 때문에 인터넷에서는 '우키타 히데이에'라는 말만 나왔다 하면 수영의 달인이라며 칭송했다.
우키타 히데이에가 유배된 하치조섬은 도쿄에서 남쪽으로 287km나 이격되어 있는 아주 외딴 섬이다. 거의 300km에 육박하는 먼 거리를 생각하지 않고 무턱대고 자기 주군을 도와주러 오사카까지 간다는 논리를 편 네티즌의 무식함을 비꼬기 위해 저런 우스겟소리가 유행어가 되었다.

## 세키가하라 관련 일화
세키가하라 전투와 관련한 통설로는 미쓰나리가 나오에 가네쓰구와 밀약을 맺고 거병했다고 알려져 있으나, 우키타 히데이에가 미쓰나리에 앞서 이에야스 타도를 기치로 군사를 일으켰다는 설이 있다.
- 음력 7월 1일 히데이에가 도요쿠니 신사에서 전대미문의 성대한 출정식을 가졌던 점
- 미쓰나리와 친밀했던 쓰가루 다메노부나 사타케 요시노부등이 제대로 움직이지 못했던 점
- 사나다 마사유키가 미쓰나리의 협력 요청에 대해 사전에 알려주지 않았던 것을 아쉬워하는 문서가 전해지고 있는 점
- 미쓰나리의 친우인 요시쓰구 역시 미쓰나리의 계획을 모른채 도쿠가와를 도우러 가는 도중 서군에 편입되었다는 점
- 세키가하라에서 가장 주도적으로 움직이고, 함께 히데요시의 양자였던 고바야카와 히데아키의 배신을 믿을 수 없다며 창을 잡았다는 설등으로 미루어 짐작되는 인물됨

## 간양록
《간양록》은 평소 우키타 히데이에는 도쿠가와 이에야스와 사이가 좋지 않았으며, 세키가하라 전투가 있기 5개월 전인 경자년, 게이초 5년(1600년) 4월에 히데이에의 부하들이 반란을 시도했다가 오타니 요시쓰구 교부쇼유(刑部少輔)의 개입으로 실패하고 반란 주모자는 자살하거나 달아났을 때, 이에야스는 히데이에의 진영에 생긴 분란을 오히려 다행으로 생각해서 자살한 반란 주동자들의 죄를 묻지 않았고 당시 일본 사람들은 이 일을 두고 이에야스를 소인배 취급했다는 기록을 남기고 있다.

## 관련 작품
일본
- 《군사 칸베에》 (NHK, 2014년, 배우: 타케다 고헤이)

한국
- 《징비록》(KBS, 2015년, 배우: 김리우)
- 《임진왜란 1592》(KBS-CCTV중국공영방송, 2016년, 배우: 한동호)

## 같이 보기
- 우키타 가즈타미

| 전임 우키타 나오이에 | 제6대 우키타씨 당주 1582년 ~ 1655년 | 후임 ? |